# موتور حاجی امان‌الله
موتور حاجی امان اله روستایی در دهستان ریگ ملک بخش ریگ ملک شهرستان میرجاوه استان سیستان و بلوچستان ایران است.

## جمعیت
بر پایه سرشماری عمومی نفوس و مسکن در سال ۱۳۹۵ جمعیت این مکان ۱۱۹ نفر (۳۰خانوار) بوده‌است.